# Porquera de Butrón
Porquera de Butrón es una localidad y una entidad local menor situadas en la provincia de Burgos, comunidad autónoma de Castilla y León (España), comarca de Las Merindades, partido judicial de Villarcayo, ayuntamiento de Los Altos.

## Datos generales
Situado 4 km al oeste de la capital del municipio, Dobro, 25 de Villarcayo, cabeza de partido, y 60 de Burgos. Al sur de Ahedo de Butrón lindando con el Espacio Natural conocido como de Hoces del Alto Ebro y Rudrón y la Hoya de Huidobro. De claro carácter rural, destaca por ser lugar de desarrollo de actividad cinegética.

### Comunicaciones
En la carretera local BU-V-5143 que partiendo desde la N-623 al norte de Escalada y atravesando Pesquera y Cubillo de Butrón llega a Porquera para luego continuar, hasta la CL-629 al sur del puerto de La Mazorra, donde circula la línea de autobuses Burgos-Espinosa de Los Monteros, con parada en Dobro, 5 km al este.

## Demografía
En el censo de 1950 contaba con 211 habitantes, reducidos a 16 en el padrón municipal de 2024, siendo el número que habita permanentemente en la localidad inferior.

## Historia
Lugar que formaba parte, del Valle de Sedano en el Partido de Burgos, uno de los catorce que formaban la Intendencia de Burgos, durante el periodo comprendido entre 1785 y 1833, en el Censo de Floridablanca de 1787, jurisdicción de señorío siendo su titular el Marqués de Aguilar de Campoo, regidor pedáneo.
Lugar, denominado entonces Porquera en el Partido alto uno de los cuatro en que se dividía la Merindad de Valdivielso en el Corregimiento de las Merindades de Castilla la Vieja, jurisdicción de realengo con regidor pedáneo.
A la caída del Antiguo Régimen queda agregado al ayuntamiento constitucional de Merindad de Valdivielso , en el partido de Villarcayo perteneciente a la región de Castilla la Vieja.
A principios del siglo XX pasa a depender del nuevo ayuntamiento, denominado Los Altos de Dobro por división del municipio llamado Merindad de Valdivielso.

## Dolmen
El Dolmen de la Cotorrita se encuentra en el término municipal de Porquera de Butrón. Este es un dolmen característico que muestra la estructura de corredor estándar así como la orientación este-oeste. Este dolmen se fecha de hace 5.500 años y se empezó a excavar en el año 1969. En aquel momento se encontraba completamente arrasado, el corredor estaba hundido, y se restauró. En el interior se encontraron huesos de al menos 15 individuos.

## Parroquia
Iglesia católica de San Millán Abad , dependiente de la parroquia de Sedano en el Arcipestrazgo de Ubierna-Úrbel , diócesis de Burgos.